# Prężynka
Prężynka (deutsch Klein Pramsen) ist ein Ort in der Landgemeinde Lubrza im Powiat Prudnicki der Woiwodschaft Opole in Polen. Zu Prężynka gehört der Weiler Dobroszowice (Kloisenhof).

## Geographie
Das Angerdorf Prężynka liegt etwa drei Kilometer nordwestlich von Lubrza, sechs Kilometer nordöstlich Prudnik und 47 Kilometer südwestlich von Opole in der Schlesischen Tiefebene am Zülzer Wasser (polnisch Biała).
Nachbarorte von Prężynka sind im Westen Czyżowice (Zeiselwitz), im Nordosten Groß Pramsen (Prężyna), im Osten der Weiler Dobroszowice (Kloisenhof), im Südosten Lubrza (Leuber) und im Südwesten Prudnik (Neustadt O.S.).

## Geschichte

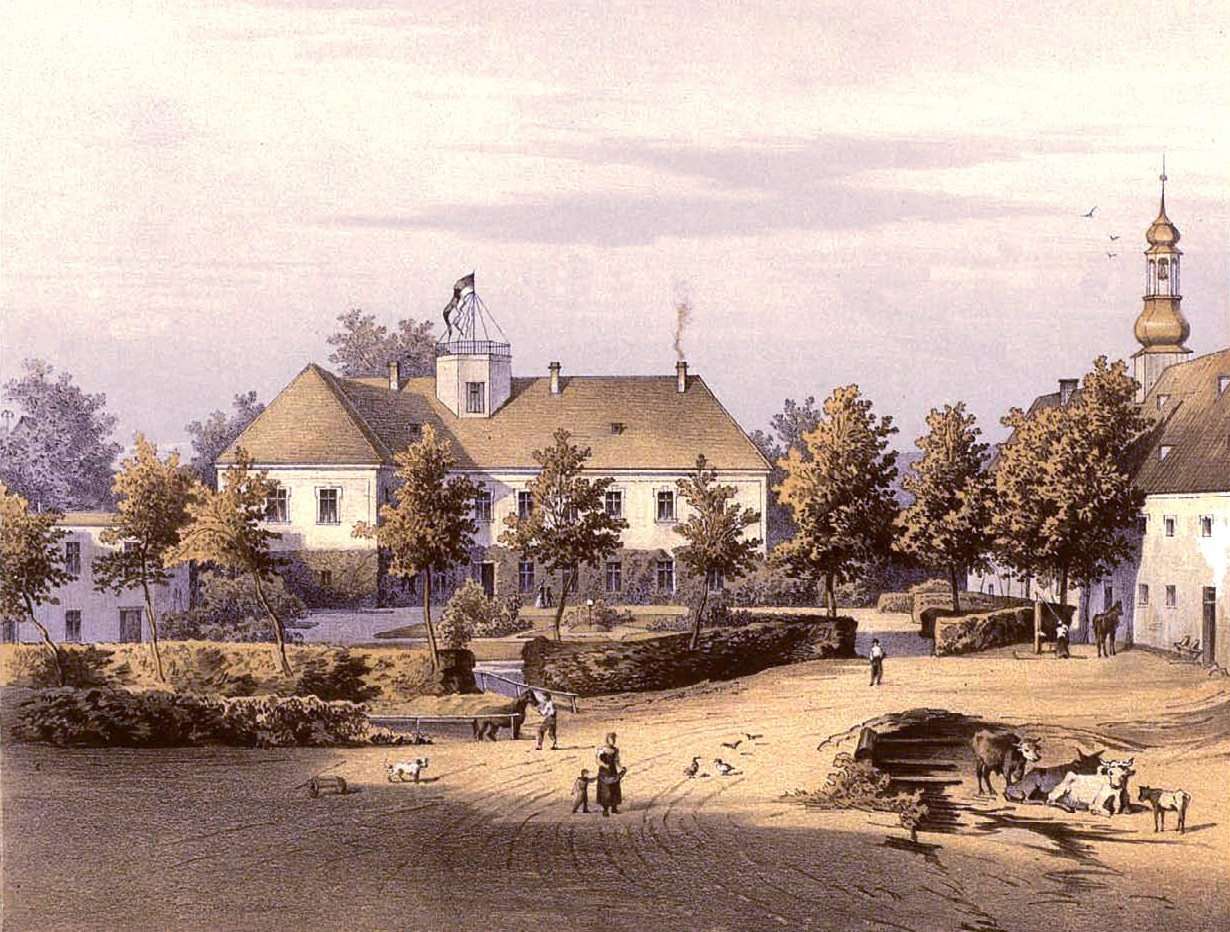
Schloss Klein Pramsen in einer Zeichnung aus dem 19. Jahrhundert

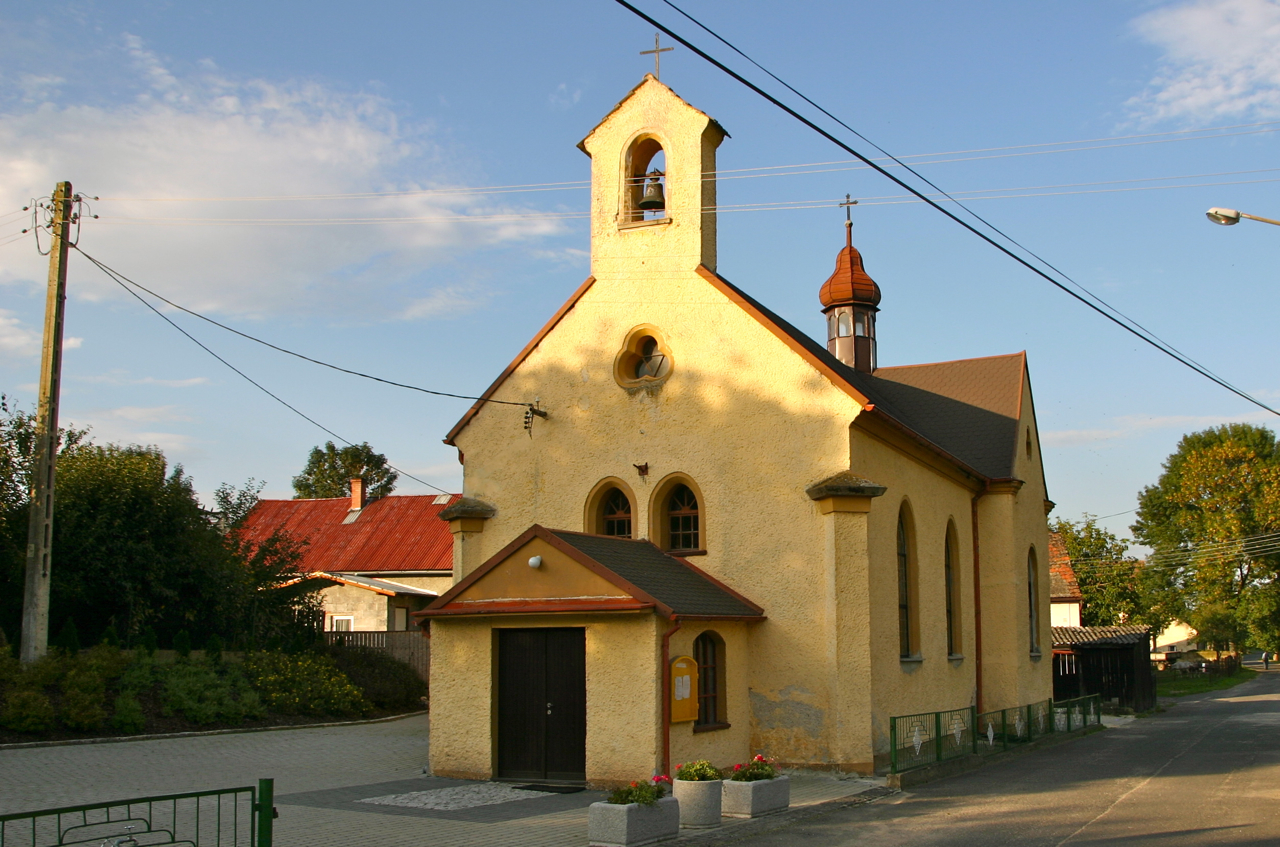
Kapelle

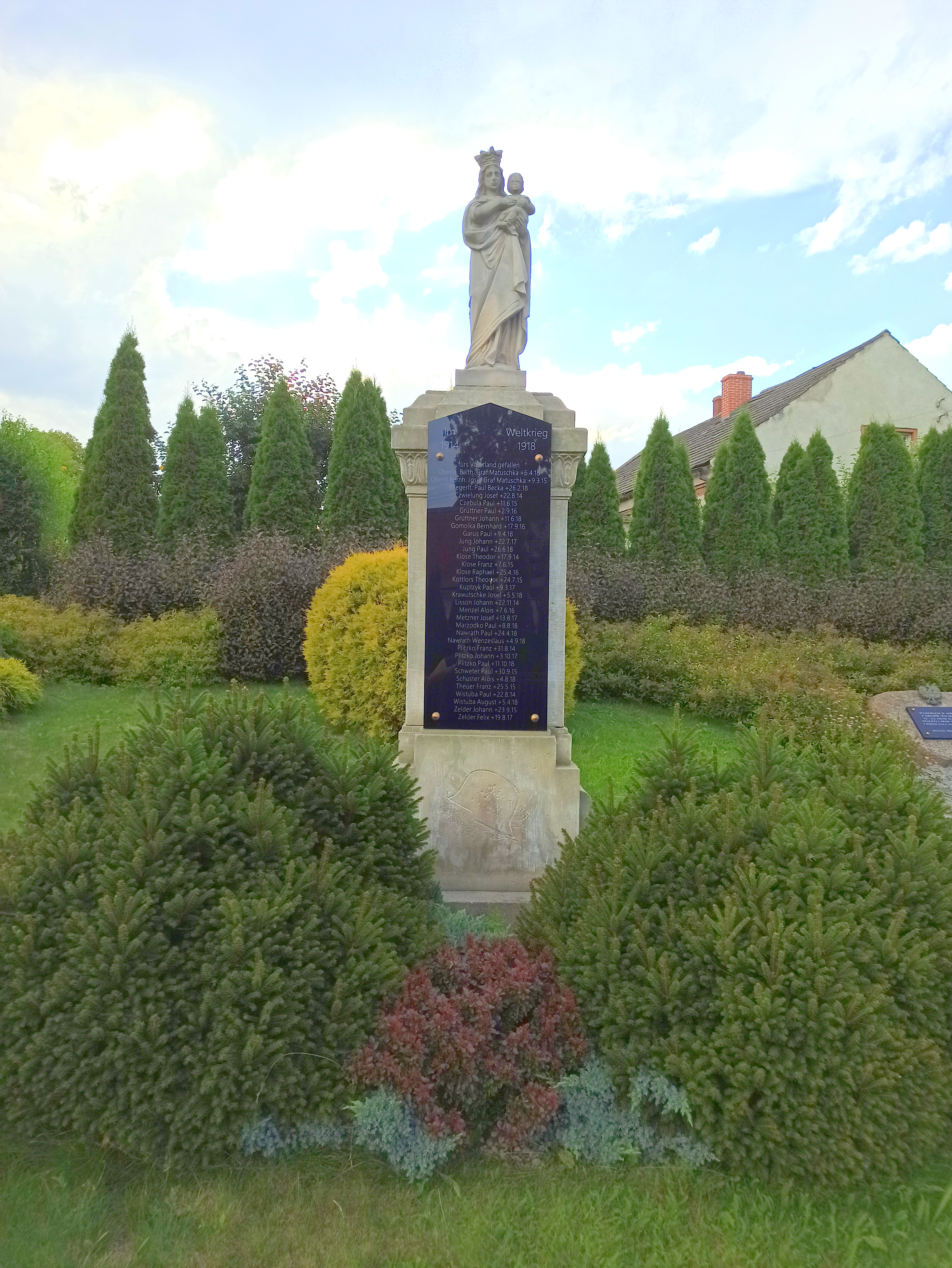
Gefallenendenkmal

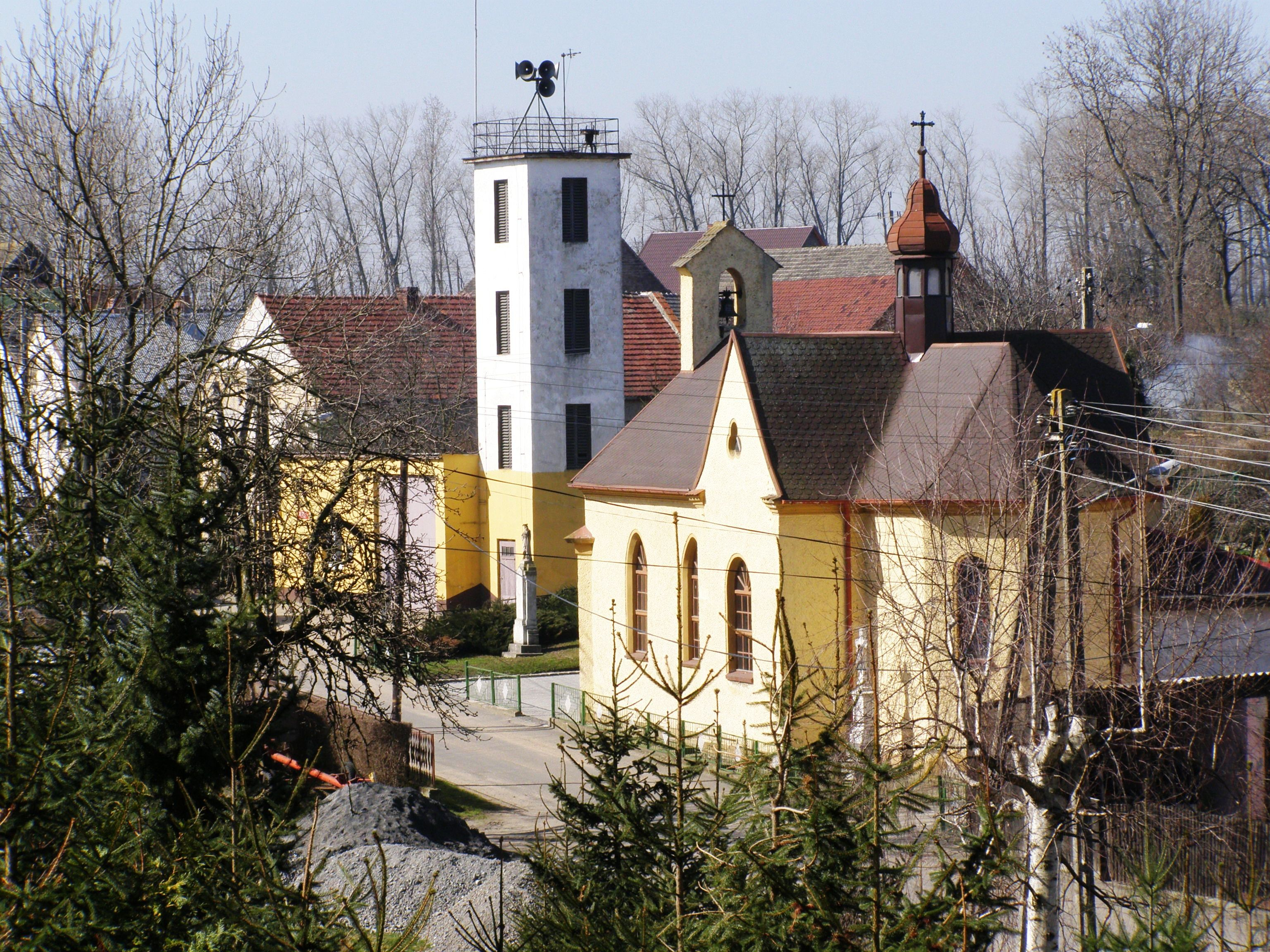
Feuerwehr und Kapelle

In den frühesten Dokumenten wurde nicht zwischen Groß und Klein Pramsen unterschieden. 1295 wurde im Liber fundationis episcopatus Vratislaviensis ein Ort mit dem Namen „Pramsina“ urkundlich erwähnt. In einem Dokument aus Troppau vom 18. Februar 1327 folgt eine weitere Erwähnung als „Pramsyn“. Aus dem Jahr 1423 ist die Ortsbezeichnung Parva Pramsen überliefert.
Im 17. Jahrhundert entstand ein erster Schlossbau im Ort. Nach dem Ersten Schlesischen Krieg 1742 gelangte Klein Pramsen mit dem größten Teil Schlesiens an Preußen. 1784 hatte Klein Pramsen 18 Bauern, 33 Gärtner, 15 Häusler und 401 Einwohner. 1818 zählte Klein Pramsen 13 Bauern, 33 Gärtner, 15 Häusler und zwei Vorwerke (u. a. Neuhof).
Nach der Neuorganisation der Provinz Schlesien gehörte die Landgemeinde Klein Pramsen ab 1816 zum Landkreis Neustadt O.S. im Regierungsbezirk Oppeln. 1845 bestanden im Dorf drei Vorwerke, eine katholische Schule, eine Wassermühle, eine Schankwirtschaft, eine Brauerei, eine Brennerei sowie weitere 91 Häuser. Im gleichen Jahr lebten in Klein Pramsen 679 Menschen, davon sieben evangelisch. Die katholischen Bewohner waren nach Groß Pramsen eingepfarrt, die evangelischen nach Neustadt. 1855 lebten 644 Menschen in Klein Pramsen. 1865 bestanden im Ort 13 Bauern-, 32 Gärtner- und 44 Häuslerstellen. Zu diesem Zeitpunkt hatte der Ort eine Wassermühle, eine Bockwindmühle und eine Schule mit 115 Schülern und war nach Groß Pramsen eingepfarrt. 1874 wurde der Amtsbezirk Klein Pramsen gegründet, welcher aus den Landgemeinden Klein Pramsen, Leuber, Zeiselwitz und den Gutsbezirken Klein Pramsen und Zeiselwitz bestand. Erster Amtsvorsteher war der Rittergutsbesitzer Alfred Graf Matuschka von Toppolczan. 1885 zählte Klein Pramsen 630 Einwohner.
Bei der Volksabstimmung in Oberschlesien am 20. März 1921 lag Klein Pramsen außerhalb des Abstimmungsgebietes. 1933 lebten im Ort 735 Einwohner. 1939 hatte der Ort 745 Einwohner. Bis 1945 befand sich der Ort im Landkreis Neustadt O.S.
1945 kam der bisher deutsche Ort unter polnische Verwaltung und wurde in Prężynka umbenannt und der Woiwodschaft Schlesien angeschlossen. Die einheimische deutsche Bevölkerung wurde systematisch vertrieben. Die ersten angesiedelten Polen stammten aus den Kresy. 1950 kam der Ort zur Woiwodschaft Opole und seit 1999 gehört er zum Powiat Prudnicki.

## Sehenswürdigkeiten
- Das Schloss Klein Pramsen entstand im 17. Jahrhundert. Nach 1945 verfiel das Gebäude allmählich. Aufzeichnungen aus den 1960er Jahren beschreiben das Gebäude als Ruine. Etwa zur gleichen Zeit wurde der Bau dann abgerissen. Erhalten haben sich die Wirtschaftsgebäude des Gutshofs aus der Mitte des 19. Jahrhunderts.[4] Diese stehen seit 1965 unter Denkmalschutz.[11]
- Kapelle aus dem 19. Jahrhundert
- Wegkreuz mit Pietà und deutschen teilweise leserlichen Inschriften aus dem Jahr 1924
- Denkmal für die Gefallenen des Ersten Weltkriegs mit einer Madonnenfigur mit Jesuskind. Die Inschriften sind unkenntlich.
- Feuerwehrhaus mit einer Figur des heiligen Florians und einem Turm

## Söhne und Töchter des Ortes
- Albert Battel (1891–1952), deutscher Rechtsanwalt, Oberleutnant und Gerechter unter den Völkern